# Sanda (manga)
Sanda (zapis stylizowany: SANDA) – manga autorstwa Paru Itagaki, publikowana na łamach magazynu „Shūkan Shōnen Champion” wydawnictwa Akita Shoten od lipca 2021 do lipca 2024. Na jej podstawie studio Science Saru wyprodukuje serial anime, którego premiera zaplanowana jest na 2025 rok.

## Fabuła
Akcja rozgrywa się w 2080 roku. Japonia, która cierpi z powodu spadającego wskaźnika urodzeń, wdrożyła szereg polityk mających na celu kontrolowanie nieletnich, w tym aranżowanie partnerów małżeńskich od niemowlęctwa, nie pozwalanie dzieciom spać, aby spowolnić ich rozwój, i wymaganie od nich korzystania z toalety oddzielnie od dorosłych. Status społeczny ludzi młodych jest również wyższy niż dorosłych. Święty Mikołaj został zapieczętowany na długi czas z powodu klątwy, co sprawia, że społeczeństwo myśli, że Święty Mikołaj zniknął i uważa Boże Narodzenie za starożytny zwyczaj lub legendę.
25 grudnia, gdy padał śnieg, koleżanka z klasy Shiori Fuyumura złamała pieczęć na ciele gimnazjalisty Sandy Kazushige, sprawiając, że zaczął wyglądać jak Święty Mikołaj. Później Sanda odkrywa, że może zmienić się z powrotem w gimnazjalistę, jedząc żelki, lub przybrać postać Świętego Mikołaja, nosząc czerwony strój. Powodem, dla którego Fuyumura zdjęła pieczęć, była wiara, że Sanda pomoże odnaleźć jej zaginioną koleżankę z klasy Ichie Ono, a także nadzieja, że przypomni on społeczeństwu o Bożym Narodzeniu.

## Bohaterowie
- Kazushige Sanda (jap. 三田 一重 Sanda Kazushige)

Seiyū: Ayumu Murase 
- Święty Mikołaj (jap. サンタ クロース Santa Kurōsu)

Seiyū: Hiroki Tōchi 

## Produkcja
Przed powstaniem serii, Paru Itagaki opublikowała one-shot, zatytułowany Shiro hige to boin (jap. 白ヒゲとボイン), który ukazał się 7 września 2018 w czasopiśmie „Shūkan Manga Goraku” wydawnictwa Nihon Bungeisha. Komiks ten opowiadał o Świętym Mikołaju i prostytutce. Itagaki rozmawiała ze swoim redaktorem z „Shūkan Manga Goraku” o chęci stworzenia kolejnej serii z postacią Świętego Mikołaja, tym razem skierowanej do młodszych czytelników. Redaktor zgodził się pod warunkiem, że najpierw stworzy jednotomową mangę dla wydawnictwa. Projektem tym była manga Bota bota (jap. ボタボタ), której tankōbon został wydany w kwietniu 2021. Publikacja serii Sanda rozpoczęła się trzy miesiące później.

## Manga
Seria ukazywała się w magazynie „Shūkan Shōnen Champion” od 21 lipca 2021 do 11 lipca 2024. Wydawnictwo Akita Shoten zebrało jej rozdziały w 16 tankōbonach, wydawanych od 8 grudnia 2021 do 8 października 2024.
| Nr | Data wydania (język japoński) | ISBN (język japoński)  |
| -- | ----------------------------- | ---------------------- |
| 1  | 8 grudnia 2021                | ISBN 978-4-253-28101-0 |
| 2  | 8 lutego 2022                 | ISBN 978-4-253-28102-7 |
| 3  | 6 maja 2022                   | ISBN 978-4-253-28103-4 |
| 4  | 7 lipca 2022                  | ISBN 978-4-253-28104-1 |
| 5  | 8 września 2022               | ISBN 978-4-253-28105-8 |
| 6  | 8 grudnia 2022                | ISBN 978-4-253-28106-5 |
| 7  | 8 lutego 2023                 | ISBN 978-4-253-28107-2 |
| 8  | 7 kwietnia 2023               | ISBN 978-4-253-28108-9 |
| 9  | 6 lipca 2023                  | ISBN 978-4-253-28109-6 |
| 10 | 7 września 2023               | ISBN 978-4-253-28110-2 |
| 11 | 8 listopada 2023              | ISBN 978-4-253-28111-9 |
| 12 | 5 stycznia 2024               | ISBN 978-4-253-28112-6 |
| 13 | 8 kwietnia 2024               | ISBN 978-4-253-28113-3 |
| 14 | 7 czerwca 2024                | ISBN 978-4-253-28114-0 |
| 15 | 7 sierpnia 2024               | ISBN 978-4-253-28115-7 |
| 16 | 8 października 2024           | ISBN 978-4-253-28116-4 |

## Anime
W lipcu 2024 ogłoszono, że manga otrzyma adaptację w formie telewizyjnego serialu anime wyprodukowanego przez studio Science Saru. Serial wyreżyseruje Tomohisa Shimoyama, scenariusz napisze Kimiko Ueno, muzykę skomponuje Tomoyuki Tanaka, a Masamichi Ishiyama będzie projektantem postaci i głównym reżyserem animacji. Premiera zaplanowana jest na czwarty kwartał 2025 roku.